# 2163 Korczak
2163 Korczak је астероид главног астероидног појаса чија средња удаљеност од Сунца износи 3,142 астрономских јединица (АЈ).
Апсолутна магнитуда астероида је 11,7.